# Цирква
Ци́рква (болг. Църква) — село в Добрицькій області Болгарії. Входить до складу общини Балчик.

## Населення
За даними перепису населення 2011 року у селі проживали 362 особи, з них 321 особа (99,7%) — болгари.
Розподіл населення за віком у 2011 році:
Динаміка населення: